# Tsutomu Oyokota
Tsutomu Oyokota (大横田 勉, Oyokota Tsutomu), né le 20 avril 1913 à Hiroshima et mort en 1970, est un nageur japonais.

## Carrière
Tsutomu Oyokota participe aux Jeux olympiques d'été de 1932 à Los Angeles et remporte la médaille de bronze dans l'épreuve du 400m nage libre.